# Harakiri For The Sky
Harakiri for the Sky — австрійський постблек-метал гурт, створений у Зальцбурзі та Відні у 2011 році вокалістом J.J. (Міхаель Вантраум) та мультиінструменталістом M.S. (Матіас Соллак), який раніше грав у блек-метал гурті Bifröst.
Для живих виступів до дуету приєднуються басист Томас Дорніґ, ударник Міша Брюммер та гітарист Маррок.

## Історія
За роки свого існування гурт встиг випустити п'ять повноформатних релізів, кожен із яких був витриманий у межах єдиного стильового напрямку, який поєднує построк із депресив-блек-металом.
Вже з дебютним лонгплеєм колектив зумів привернути до себе пильну увагу меломанів і з подальшими релізами лише нарощував свою фан-базу.
У 2017 році гурт був номінований на категорію Hard & Heavy австрійської музичної премії Amadeus.
2019 року гурт виступив на фестивалі Metal East Нове Коло у Харкові.

## Склад
- Матіас «M.S.» Соллак — гітара, бас, ударні
- Міхаель «J.J.» В. Вантраум — вокал[3]

## Дискографія
- Harakiri for the Sky (2012)
- Aokigahara (2014)
- III: Trauma (2016)
- Arson (2018)[4]
- Mære (2021)[5]
- Aokigahara MMXXII (2022)
- Harakiri for the Sky MMXXII (2022)